# Fontella Bass
Fontella Bass (San Luis, Misuri, 3 de julio de 1940 - Ibídem, 26 de diciembre de 2012) fue una cantante estadounidense, conocida por su éxito, en 1965, Rescue Me.

## Primeros años
Fontella Bass era hija de la cantante de gospel Martha Bass (miembro de Clara Ward Singers) y hermana del cantante David Peaston.
A una edad temprana, Fontella mostró gran talento musical, a los cinco años de edad estaba proporcionando el acompañamiento de piano para que su abuela cantara en servicios funerarios, cantaba en el coro de su iglesia a los seis años de edad y cuando tuvo nueve años ya acompañaba a su madre en giras por los Estados Unidos.
Continuó viajando con su madre hasta los dieciséis años y posteriormente se sintió atraída por la música religiosa. Comenzó a cantar canciones de rhythm and blues en concursos locales y ferias, mientras asistía a la Soldan International Studies High School, donde se graduó en 1958.
A los diecisiete años, comenzó su carrera profesional trabajando en el Club Showboat cerca de Chain of Rocks, Misuri. En 1961, hizo una audición para el espectáculo Carnaval de León Claxton y fue contratada para tocar el piano y cantar en el coro durante dos semanas. Ella quería ir de gira con Claxton pero su madre se negó y según Bass «... ella literalmente me arrastró fuera del tren». Fue durante este breve período con Claxton que la escuchó el vocalista Little Milton y director de la banda , Oliver Sain, quienes la contrataron para apoyar Little Milton en el piano en los conciertos y las grabaciones. Bass originalmente sólo tocaba el piano con la banda, pero una noche Milton no se presentó a tiempo para un espectáculo y Sain le pidió que cantara y pronto ya tuvo su lugar destacado como cantante en el show. Milton y Sain finalmente se separaron y ella se fue con Sain, este también reclutó al cantante Bobby McClure y fundó una nueva agrupación que llegó a ser conocida como "The Oliver Sain Soul Revue featuring Fontella and Bobby McClure".
Con el apoyo de Bob Lyons, el gerente de la estación de San Louis KATZ, Bass grabó varias canciones para Bobbin Records, producidas por Ike Turner. No vio el éxito notable fuera de su ciudad natal. Fue también durante este período que conoció y se casó posteriormente, con el trompetista de jazz Lester Bowie.

## Carrera con las disqueras
Dos años más tarde abandonó la banda Milton y se mudó a Chicago después de una disputa con Oliver Sain. Audicionó para Chess Records, que inmediatamente la contrató. Sus primeros trabajos con la disquera fueron varios dúos con Bobby McClure, que también había sido firmado a la disquera.
El lanzamiento a principios de 1965, de la canción "Don't Mess Up a Good Thing" (acreditada a Oliver Sain), tuvo un éxito inmediato, alcanzando el puesto cinco en R & B radio y alcanzando el puesto # 33 en el ranking. 
Bass y McClure consiguieron su primeros éxitos con "You'll Miss Me (When I'm Gone)" aquel verano, una canción que tuvo un éxito moderado, alcanzando el Top 30 en el chart R & B.
Después de un breve viaje, Bass volvió a los estudios. El resultado fue una composición original con una sección de ritmo agresivo; los músicos que le acompañan en la grabación fueron el baterista Maurice White (más tarde el líder de Earth, Wind & Fire), el bajista Louis Satterfield y el tenor saxofonista Gene Barge, con la joven Minnie Riperton, entre el cantantes de fondo.
La canción, "Rescue Me", se disparó en las listas en el otoño y el invierno de 1965. Después de un mes de duración, en la cima de las listas de R & B, la canción alcanzó el número 4 en las listas de popularidad de Estados Unidos y # 11 en el Reino Unido, dándole a Chess Records su primer millón de copias vendidas desde la década anterior. Se vendieron más de un millón de copias, y fue galardonada con un disco de oro.
Fue engañada con los derechos de la obra "Rescue Me" que había coescrito con el pianista Raynard Miner:

I had the first million seller for Chess since Chuck Berry about 10 years before. Things were riding high for them, but when it came time to collect my first royalty check, I looked at it, saw how little it was, tore it up and threw it back across the desk.

Bass exigió una mejor tasa de regalías y el control artístico, habló con su mánager Billy Davis acerca de cómo proteger su crédito de la escritura de la canción, pero le dijeron que no se preocupara de ello. Cuando el disco salió y su nombre aún no estaba allí, le dijeron que sería en los documentos legales, pero esto nunca sucedió. Ella continuó sus reclamos sobre la cuestión de un par de años, pero luego recordó: «Realmente me evadió en los negocios porque tengo una reputación de ser un creador de problemas».
Incluso con el éxito de "Rescue Me" le tomó muchos años y litigios antes de que se le acreditara su autoría en la composición de la pieza y se la pagaran sus derechos de autor. En 1993 Bass demandó a American Express y Ogilvy & Mather por el uso no autorizado de la canción en un anuncio publicitario para el gigante de la tarjeta de crédito.
Bass siguió con "Recovery", que hizo moderadamente bien, llegando al puesto # 13 (R & B) y # 37 (pop) a principios de 1966. El mismo año trajo dos hits más a R & B, "I Can't Rest" (respaldado con "I Surrender)" y "You'll Never Know".
Su único álbum con Chess Records, The New Look, se vendió bastante bien, pero Bass pronto se desilusionó de la disquera y decidió dejarla después de sólo dos años, en 1967.
Cansada de la escena de la música comercial, ella y su esposo Lester Bowie dejaron los Estados Unidos y se trasladaron a París en 1969, donde grabó dos álbumes con el Art Ensemble of Chicago: Art Ensemble of Chicago con Fontella Bass y un Les Stances a Sophie (ambos en 1970). Esta última fue la banda sonora de la película francesa del mismo título.

## Últimos años
Los años siguientes trabajó con diferentes casas disqueras, pero no obtuvo ningún éxito notable. Después de su segundo álbum, Free, que fracasó en 1972, Bass se retiró de la música y se concentró en formar una familia (tuvo cuatro hijos con Bowie).
Ella regresó a escena algunas veces, apareciendo como corista en varias grabaciones, incluidas las de Bowie.
En 1990 grabó un álbum de gospel con su madre y su hermano David Peaston, llamada Promises: A Family Portrait of Faith y emprendió una gira de otoño por la Costa Oeste de los EE.UU, llamada Juke Joints and Jubilee, que incluía tanto gospel tradicional y como blues.
Durante la década de 1990 fue la anfitriona de un programa de entrevistas de radio, de corta duración, en Chicago, publicó varios discos de gospel con sellos independientes, a través viejo amigo Hamiet Bluiett, fue invitada a realizar tres canciones con el grupo de jazz World Saxophone Breath en el álbum Breath of Life.
La versión original de "Rescue Me" se utilizó en una campaña de publicidad en televisión por American Express: Fontella Bass indicó que ella estaba en un punto bajo de su vida en el día de Año Nuevo de 1990, se sorprendió al escuchar su propia voz en "Rescue Me", en el anuncio de televisión American Express. La experiencia no solo le dio a Bass la inspiración para establecer orden en su vida, sino que también la motivó a hacer consultas sobre el uso comercial de su grabación de "Rescue Me", con el resultado final de un acuerdo en 1993 con American Express y su agencia de publicidad, que otorgaron a Bass US$ 50.000 más daños y perjuicios.
Bass recibió una estrella en el Paseo de la Fama de San Luis en el Loop en mayo de 2000.
Su salud comenzó a deteriorarse después de una serie de accidentes cerebrovasculares a partir de 2005. El 26 de diciembre de 2012, murió en un hospicio San Louis por complicaciones de un ataque al corazón sufrido a principios del mes de diciembre de 2012. Su cuerpo fue incinerado y sus cenizas entregadas a su familia.

## Discografía

### Álbumes
| Año  | Álbum                                               |
| ---- | --------------------------------------------------- |
| 1966 | The New Look                                        |
| 1970 | Les Stances a Sophie con el Art Ensemble of Chicago |
| 1972 | Free                                                |
| 1980 | From the Root to the Source                         |
| 1992 | Rescued: The Best of Fontella Bass                  |
| 1995 | No Ways Tired                                       |
| 1996 | Now That I Found a Good Thing                       |
| 2001 | Travelin'                                           |

### Sencillos
| Año  | Sencillo                                            | US R&B Singles | US Pop Singles | UK Singles | Álbum                              |
| ---- | --------------------------------------------------- | -------------- | -------------- | ---------- | ---------------------------------- |
| 1965 | "Don't Mess Up a Good Thing" with Bobby McClure     | 5              | 33             | -          | -                                  |
| 1965 | "You'll Miss Me (When I'm Gone)" with Bobby McClure | 27             | 91             | -          | -                                  |
| 1965 | "Rescue Me"                                         | 1              | 4              | 11         | The New Look                       |
| 1966 | "Recovery"                                          | 13             | 37             | 32         | Rescued: The Best of Fontella Bass |
| 1966 | "I Can't Rest" / "I Surrender"                      | 31 33          | - 78           | -          | Rescued: The Best of Fontella Bass |
| 1966 | "You'll Never Ever Know" / "Safe and Sound"         | 34 -           | - 100          | -          | Rescued: The Best of Fontella Bass |
| 1967 | "Lucky In Love"/"Sweet Lovin' Daddy"                | -              | -              | -          | The Very Best of Fontella Bass     |